# Honorio Machado
Honorio Machado es un ciclista venezolano nacido el 26 de julio de 1982 en Quibor. Actualmente compite para el equipo amateur Alcaldía de Valencia, donde milita desde 2007.
Es destacado como velocista y debutó como profesional en Europa en 2006 en el equipo irlandés Tenax. Allí logra algunos buenos resultados como un 3.er lugar en la París-Bruselas detrás de experimentados sprinters como Robbie McEwen y Jeremy Hunt (2007) y también un 3.er lugar en la 3º etapa del Cinturó de l'Empordá (2008). 
Tuvo un trágico accidente el 1 de abril de 2012. Corría el Clásico Apertura de temporada de Barinas (en Socopó) y se lanzaba en busca de la meta, cuando, inesperadamente, se encontró de frente con otro pedalista, que venía rezagado, detrás de un vehículo en marcha, y cambió de canal intempestivamente.
“Yo venía picando (acelerando el paso), con la mirada clavada al piso, y lo único que pude ver fue una sombra, pero no me dio chance de nada”
Cayó al pavimento y luego vinieron momentos dramáticos. Tendido, inerte, no reaccionaba a los intentos de reanimación y sus compañeros llegaron a pensar lo peor. Tenía hemorragia interna y expulsaba la sangre por la boca y los oídos.
“Obviamente, no recuerdo nada. Pero los compañeros me dicen que estaba muerto, que incluso me colocaron una sábana encima… por fortuna llegó otro compañero y me sacó la lengua de la garganta, porque me estaba ahogando con eso. Fue así como regresé a la vida”.
Tuvo fractura en una mano, pero los daños mayores fueron en su rostro. La mandíbula se le fracturó y eso provocó que, tras la intervención quirúrgica, estuviera dos meses y medio sin comer sólido. Se mantenía con líquidos.
“Fue difícil, pero la gente me dio apoyo. Los médicos me dijeron que no me tenía que retirar, pero sí me enfatizaron que el proceso sería largo, al punto que me recomendaron no correr más por el 2012”     “Pero me fui sintiendo bien y decidí volver en la Vuelta a Yacambú. Hoy siento que ha sido una decisión apresurada, porque el organismo no responde como estoy acostumbrado y, por más bien que crea estar, no estoy listo para un embalaje a fondo y pelear una etapa”
“No soy conformista, siempre quiero estar de primero, pero debo reconocer que no estoy a tope, no puedo responder, y, más bien, creo que lo que estoy consiguiendo acá (en el giro zuliano) es bastante, por lo que viví apenas hace siete meses”.
“volví a nacer y Dios me dio la oportunidad de ver crecer a mi hijo y estar con mi familia”. 
Actualmente reside en Barquisimeto, estado Lara.

## Palmarés
2003
- 1 etapa de la  Vuelta a Venezuela

2004
- 1 etapa de la Vuelta al Táchira

2008
- 2 etapas de la Vuelta a Venezuela

2009
- Campeonato de Venezuela en Ruta
- 2 etapas de la Vuelta a Venezuela

2011
- 1 etapa de la Vuelta al Táchira
- 2 etapas de la Vuelta a Venezuela

2013
- 1 etapa de la Ruta del Centro

2014
- 2 etapas de la Vuelta de Paraná

2015
- Copa Federación Venezolana de Ciclismo